# Pamphagella comoroensis
Pamphagella comoroensis är en insektsart som beskrevs av Bruner, L. 1910. Pamphagella comoroensis ingår i släktet Pamphagella och familjen gräshoppor. Inga underarter finns listade i Catalogue of Life.